# Pipera
El barri de Pipera és un dels barri que formen part del Sector 1 que està situat al nord de Bucarest (Romania). Fins a l'any 1995 era una població independent respecte la capital romanesa, però arran del gran boom urbanístic que va conèixer aquesta població (es va arribar a anomenar com El Dorado) fou annexionada a Bucarest. Al llarg d'aquest període d'urbanització els preus de les terres es van disparar passant a costar els preus l'any 1995 d'1 $/m² a 250 $/m² l'any 2005. En aquests deu anys es varen construir al voltant d'unes 1.400 cases unifamiliars, transformant Pipera en una de les àrees residencials més cares de tot Bucarest. El barri està comunicat pel transport públic amb el centre de la ciutat, ja que hi ha l'estació de metro de Pipera, que es troba a l'extrem nord de la xarxa de metro de Bucarest de la línia 2.